# Goniophthalmus simonyi
Goniophthalmus simonyi är en tvåvingeart som beskrevs av Villeneuve 1910. Goniophthalmus simonyi ingår i släktet Goniophthalmus och familjen parasitflugor.
Artens utbredningsområde är Socotra. Inga underarter finns listade i Catalogue of Life.